# マックス・イオナータ
マックス・イオナータ（Max Ionata、1972年 - ）は、イタリアのジャズ・サクソフォーン奏者。

## 略歴
地元マーチング・バンドに加入したことをきっかけに、11歳で初めてサックスを手にする。プロとしての専業活動は2000年以降と遅咲きではあるが、プロへの転向を心に決めた後は、昼夜三勤の生活をおこないながら練習に励んだという、世襲の多いイタリアにおいては例の少ない大器晩成型である。
ペスカーラのコンセルヴァトーリオで学んだ後、ビル・ラッソ監修によるコロンビア・カレッジ・シカゴのジャズ・プログラムを修士。その後、ロザーリオ・ジュリアーニ、ルーカ・マンヌッツァ、エマヌエーレ・チーズィ、ロバート・ボニソーロ、スティーヴ・レイシーに師事する。
2000年、マッシモ・ウルバーニ賞を受賞。同年、自身のクァルテットでバロニッシ国際ジャズコンクールで優勝。2001年、仏アヴィニョンの国際コンクールにて市民賞を受賞。
以降の活躍は目覚ましく、世界的プレイヤーと共演、伊Schema話題作品への参加（ロザリア・デ・ソーザ、ロレンツォ・トゥッチほか）、マリオ・ビオンディ（ボーカル）のツアーへの参加、ダニエーレ・スカンナピエーコ（テナーサックス）との双頭プロジェクト「テナー・レガシー」、そして何よりその倍音豊かな野太いサウンド、とめどなく溢れ出る明快かつ力強いフレージングによって、日本でもうなぎ上りの人気と注目を集める。
今やハイ・ファイヴ・クィンテットのダニエーレ・スカンナピエーコと並び、現代イタリアン・ジャズ界を代表するテナーサックス奏者として、ローマを中心に積極的に活動をおこなっている。

## ディスコグラフィ

### リーダー・アルバム
- Zaira (2001年、Wide Sound) ※with Claudio Filippini
- Little Hand (2002年、Abeat) ※マックス・イオナータ・クァルテット名義
- Lode 4 Joe (2006年、Wide Sound) ※with Luca Mannutza
- Organic (2007年、Picanto Records) ※with Giovanni Amato
- Tenor Legacy (2008年、Picanto Records) ※with Daniele Scannapieco、Reuben Rogers、クラレンス・ペン
- 『インスピレーション』 - Inspiration (2009年、albore jazz) ※マックス・イオナータ・クァルテット feat. ファブリッツィオ・ボッソ名義
- 『コーヒー・タイム』 - Coffee Time (2010年、albore jazz) ※マックス・イオナータ・オルガン3＋ファブリッツィオ・ボッソ名義
- Kind of Trio (2011年、VVJ) ※with Clarence Penn、Reuben Rogers
- Dieci (2012年、VVJ) ※マックス・イオナータ・クァルテット名義
- Two For Duke (2012年、VVJ) ※with ダド・モローニ
- 『インスピレーション・ライヴ』 - Inspiration Live (2014年、albore jazz) ※マックス・イオナータ・クァルテット名義
- Two For Stevie (2014年、VVJ) ※with ダド・モローニ
- Rewind (2016年)

### 参加アルバム
- Maurizio Rolli e A.M.P. Big Band Feat. Mike Stern : Moodswing (2001年、Wide Sound)
- Ada Montellanico : Suoni Modulanti (2002年、Abeat)
- Andy Gravish Quintet : New York/Rome Hook Up (2003年)
- Gianluca Renzi Sextet : Looking From The Right Line (2003年、Wide Sound)
- Pino Jodice : Suspended (2003年、U.M. Records)
- Daniele Luttazzi : Money For Dope (2005年、EMI)
- Miles Griffith & Tony Pancella Quartet : Smile Again (2005年、M.G. Music)
- Loredana Lubrano : Smile (2005年、Videoradio)
- Andy Gravish - Luca Mannutza and Sound Advice : Sound Advice (2007年、Wide Sound)
- Rosalia De Souza : D'Improvviso (2008年、Schema)
- Lorenzo Tucci : Touch (2008年、Schema)
- Pietro Ciancaglini : Reincarnation Of a Lovebird - Homage to Charlie Mingus (2009年、Schema Rearward)
- カルテット・トレヴィ feat マックス・イオナータ : 『ナイト・ウォーク』 - Night Walk (2009年)
- Roberto Gatto Quintet : Remembering Shelly - Live at Alexanderplatz Roma (2010年、albore jazz)
- Luca Mannutza Sound Six : Tributo Ai Sestetti Anni 60 (2010年、albore jazz)
- Andy Gravish and Luca Mannutza Sound Advice : The Round About (2010年、SCHEMA Rearward)
- Roberto Gatto Quintet : Remembering Shelly #2 - Live at Alexanderplatz Roma (2010年、albore jazz)
- Roberto Gatto & Lysergic Band : Pure Imagination (2011年、albore jazz)